# ウッチャンナンチャン
ウッチャンナンチャンは、マセキ芸能社に所属する内村光良と南原清隆からなる日本のお笑いコンビ。通称「ウンナン」「UN」。

## メンバー
内村 光良（うちむら てるよし、1964年〈昭和39年〉7月22日 - ）（61歳）
熊本県人吉市出身。身長170 cm、体重66 kg。血液型はAB型。
愛称、ウッチャン。

南原 清隆（なんばら きよたか、1965年〈昭和40年〉2月13日 - ）（60歳）
香川県高松市出身。身長174 cm、体重63 kg。血液型はAB型。
愛称、ナンチャン。

## 来歴・人物
1984年、横浜放送映画専門学院（現：日本映画大学）での漫才の講義にて一緒に組んだのをきっかけとしてコンビ結成。講師を務めていた内海桂子・好江の薦めで、マセキ芸能社所属となる。ウンナンを初めて見た好江は2人の才能を見抜き、「この2人を絶対に逃しちゃダメよ!」と涙ながら檄を飛ばしたという。また、好江の薦めで在学中から渋谷・見番寄席や、『お笑いスター誕生!!』（日本テレビ系）のオーディションに出演。卒業後の1985年に同番組でテレビデビューを果たし、本格的な活動を始める。なお、その頃のコンビ名は「おあずけブラザーズ（おあずけシスターズをもじって命名）」であった。
ショートコントというジャンルを確立させた第一人者でもある(p67)。
1987年、専門学校の同期である出川哲朗・入江雅人らと劇団SHA・LA・LAを結成、演劇役者としても活動。内村は脚本と演出も担当した。なお、長谷川初範が先輩であったことをラジオ等でネタにしていた。
1988年に放送を開始したフジテレビの深夜番組『夢で逢えたら』で知名度が上昇、1990年代にはとんねるずやダウンタウンに続き、「お笑い第三世代」として若年層を中心に多大なる人気を獲得。
1989年から1995年まで『オールナイトニッポン』（ニッポン放送）のパーソナリティも担当した。
1990年にフジテレビ系列『とんねるずのみなさんのおかげです』の休止に伴い、後番組のメインとして2人が抜擢され『ウッチャンナンチャンの誰かがやらねば!』がスタート。『夢で逢えたら』のテイストを下地にゲストを交えて作りこんだコントを演じ、再び人気を博す。『ウッチャンナンチャンの誰かがやらねば!』が半年間の放送を終了、時間帯を土曜夜8時に改め『ウッチャンナンチャンのやるならやらねば!』として再出発。時事ネタや人気ドラマ、ミュージシャンを題材としたパロディーコントで高視聴率を得た。
また、『ウッチャンナンチャンのウリナリ!!』（日本テレビ系列）は、当時の日本テレビのバラエティー黄金期を支えた中心的な番組の1つで、番組の全盛期である1996年〜1999年まではほとんどの回で視聴率が20%を超えていた時期もあった。『ウッチャンナンチャンの炎のチャレンジャーこれができたら100万円!!』（テレビ朝日系列）、『ウンナンの気分は上々。』（TBS）、『笑う犬の冒険』（フジテレビ）など民放各局で人気番組を生み出し、一躍1990年代を代表するコンビとなる。
結成10年目となった1995年頃から、お互いの話し合いにより単独での活動も始めるようになる。近年はコンビでのテレビ出演は限りなく減少傾向にあり、2022年現在はコンビ名義でのレギュラー番組は存在しておらずコンビでの仕事は単発特別番組の司会やトークライブなど、ごく僅かに限られている。内村はゴールデンタイムの番組、南原は昼の帯番組を中心にMCを担う機会が増えている。またタレント活動以外でも内村は映画制作、南原は現代狂言やスポーツキャスターに自身のブランドでの味噌作りなど、2人とも幅広い分野でソロ活動を行なっている。

## 芸風

### コント
若手の頃は当時普及し始めたコンビニエンスストアやレンタルビデオショップ、おたくなど80年代後半の若者の生活を中心に据えたコントを得意とし、「都会派コント（シティ派コント）」と評された。そのような評価について当時のメンバーは「俺たち田舎出身なのに（内村は熊本県、南原は香川県出身）」と戸惑っていたが、「田舎出身だからこそ、都会の若者の様子を客観的に観察できた」と自己分析している。
ネタ作りの際は、内村が自分のやるギャグだけ書いて南原の台詞のみ適当（「ああ」「うん」など）にしておき、稽古の時に南原が台詞を作りながら面白い部分を拾い上げていき徐々に一つのネタにしていくという手法だった。またウンナンがコントや番組で披露したギャグは、ほとんどが劇団で一緒だった入江の考えたギャグをパクっていたと暴露したことがある。その場には出川も同席していたが内村曰く「哲ちゃんのギャグは面白くなかったからパクらなかった」とボケており、実際テレビでは出川の口癖「ヤバイよ」「チェン（出川だけが使っている内村のあだ名）」をモノマネしている。
なお、漫才については「難しくて出来ない」らしく、若手の頃は漫才番組への出演時にコントのネタを漫才に置き換え（所謂コント漫才）披露していた。また、南原はかつてM-1グランプリの審査員を務めていた。

### 「ショートコント」の確立
新人時代は7分〜10分間程度という長尺のコントを演じていたが、ラ・ママ新人コント大会などで交流があったジャドーズの影響で「短めのコントを連発する」スタイルのネタを多く作り上げた。そのネタ中では、それぞれ冒頭に「（ショート）コント、○○」と称してからネタに入るスタイルを用いていた。そしてウンナンはネタと共に人気を獲得、「ショートコント」というネタのフォーマットは後の芸人にも甚大な影響を与えた。
「短いネタを連発する」という意味でショートコントの源流は上記のジャドーズや、パート2の『4コマ漫才』に見られるという評価もあるが、渡辺正行は「ショートコント」というフォーマットを名称と共に一般的に認知させたのはウンナンであると評している(p67)。また、デビュー当時に「ラ・ママ新人コント大会」で共演していた太田光（爆笑問題）は「ウッチャンナンチャンがショートコントをやって流行らせて、そうしたら他の芸人がみんなウッチャンナンチャンの真似（ショートコント）をやり始めた」と語っている。
「M-1グランプリ2010」において南原が審査員を務めた際には、デビュー当時の映像と共に「『ショートコント』というスタイルを確立し、落語や狂言など芸の真髄を追い求める…」と紹介された。

### 役割
他のコンビに比べて、ネタにおけるボケとツッコミのような役割がハッキリしていない。『気分は上々。』内でインターネット投票により「どちらがボケか?」をファンに決めてもらい、当時は「南原がボケ」という結果になった。しかし、本音は2人ともツッコミになりたい様子だった。自称ではそれぞれ内村が「天然」、南原が「ハプニング」。よってボケとツッコミはケースバイケースとされている。逆説的に考察すると、2人ともフリートークやネタでボケ・ツッコミをこなせる高い技量を持ったオールラウンダーとも言える。南原は『ウンナンタイム』にて2人のスタイルを「スイッチ型」であると表現している。
立ち位置に独特のこだわりを持っている。フリートークやネタの際には、「内村が上手（かみて、客から見て右側）、南原が下手（しもて、客から見て左側）」。しかし、番組などでMCを担当する際は「南原が上手、内村が下手」となっている。内村曰く「（テロップが）『ウッチャンナンチャン』と出るので、それに合わせた」とのこと。従ってネタをほとんどやらない現在ではほとんど後者の立ち位置になっており、その印象が強くなっている。

## エピソード

### コンビ名
「ウッチャンナンチャン」というコンビ名は、南原の思い付きから命名。デビュー当初は「ウッちゃんナンちゃん」表記だった（『森田一義アワー 笑っていいとも!』で発言）。まだコンビ名で迷っていた頃にお笑いスター誕生の収録時、番組スタッフへコンビ名を変更したい旨を告げると「もう『ウッチャンナンチャン』で作ったから（変更できない）」と断られ、そのまま定着してしまった。デビュー前は「ちょうなんず（2人とも長男だったため）」や「かんなビール（南原の家が大工、内村の家が酒店だったため）」、「気合い&楽しく（『ウリナリ』内で候補として内村が出してきたと南原が暴露）」などの候補も考えられていた。
1987年10月28日放送『ウッチャンナンチャンのオールナイトニッポン』では南原が持参してきたコンビ結成直後のネタ帳に2人が考えた芸名が書かれてあり、内村案の「信用金庫（非常階段に対抗）」「新撰組」「ハングリー」。南原案の「おてもやん（内村が熊本出身だったため）」「UN（ウン）」「NAU（ナウ）」「ニキビブラザーズ」「貧乏&貧相」「赤尾さんの犬達」「おあいこポン」「WA・HA・HA・HA・HA」「てる坊&きよ坊」が候補に挙げられていた。
母校の日本映画学校に2人とも講師として赴いた際、当時俳優科の生徒だった狩野英孝に「なぜナンチャンウッチャンではなくウッチャンナンチャンなんですか?」と尋ねられ、南原は「あいうえお順です」と答えた。

### その他
- 直接の師弟関係に当たる、所謂「師匠」がいるわけではないが内海桂子・好江は、2人の師匠的な存在。好江からは「何があっても仕事に穴を開けるな」と教えられていたが、好江の葬儀には2人とも仕事の合間を縫って駆け付けた。
- 専門学校時代に2人が仲良くなったきっかけは互いに大林宣彦の映画が好きということで、これが後のコンビ結成に繋がる[11]。『気分は上々。』の第1回では2人の原点の再発見という内容で、大林映画の舞台である尾道への2人旅の模様を放送した[12]。
- 同じ『気分は上々。』内のタイムカプセルを埋めようという企画で、2人が1年後の自分と相方へのビデオレターを撮って1年後にタイムカプセルが掘り起こされるはずだったものの、埋めた場所が更地と化したことで掘り起こせなかった（お互い何を託したのか永遠の謎となってしまう）。
- 専門学校時代は内村は南原を「南原」、南原は内村を「ウッチャン」と呼んでいたがコンビを組む以上立場は対等だと考えた南原は「内村」と呼ぶよう改めた。
- 同じお笑い第三世代であるとんねるずとは、『オールナイトフジ』『夕やけニャンニャン』といった番組で同じレギュラーとして一時期共演していた。
- 『夢で逢えたら』で共演し、ほぼ同期にあたるダウンタウン（ただしダウンタウンは1982年デビューのため先輩）とは、松本人志曰く「戦友」及び「同じ釜の飯を食った仲」と呼ばれる関係。松本曰く「ウンナンが売れて嬉しいことはないが、かといって売れなくなるのは嫌」と語っている。さらに、内村もダウンタウンを「戦友」と語っている。
- デビュー当時は内村が（人見知りで）フリートーク等が苦手であったため、南原が率先して前へ出ることが多かった。そのため、内村は「ウッチャンナンチャンが売れたのは南原のおかげ」と発言している[13]。なお、内村は（デビュー当時の）自分達と似たような関係性のあるコンビの例としてオードリーを挙げている[注 6]。また、勝俣州和も「世間では内Pなどの影響で『ウッチャン＝プロデューサー』というイメージかもしれないが、ウッチャンナンチャンの本当のプロデューサーはナンチャン。ウッチャンが今でもテレビの中でプレイヤーとしていられるのはナンチャンのおかげ」と語っている[2](pp68-72)。
- 解散はしていないが、現在はコンビとしての共演はほとんど無く、2人とも「お互いの電話番号を知らない」(当時)、「楽屋は別じゃないと嫌」などと語るため一部では不仲説も流れているが、2人は「本当に仲が悪かったらとっくに解散してる」と否定しており、お互いの出演番組などは常にチェックし、トークライブではお互いに感想を述べたりしている。また、南原の携帯電話に（電話番号を知らないはずの）内村から直接電話がかかってきた際には「（長女が生まれる時期の）嫁さんに緊急事態が起きて相方である俺に連絡してきたと思った。（直後に始まる）生放送をドタキャンしてでも駆けつけるつもりだった」と語っている。なお、内村が電話をかけたのは「松ちゃんが結婚するんだって!」と伝えるためで、番号はマネージャーに教えてもらったという[14]。2019年10月6日放送のスペシャル番組『日テレ系人気番組No.1決定戦』にて共演した際は内村が「南原におやすみのLINEスタンプを送った」と発言しており、現在は連絡先を双方が知っている状態である[15]。
- デビューした年（1984年）は持ちネタが少なく、夏祭りの営業で30分間のステージのうちの最後の5分間の尺が余ったため、サザンオールスターズの「ミス・ブランニュー・デイ」をものまねもせず普通に歌って乗り切った逸話が存在する[16]。

## 評価
- ダウンタウンの構成作家である高須光聖は、ダウンタウンの世界は「濃い一色」に対してウンナンの世界は「無色透明」と評している。また、「ダウンタウンは企画が彼ららしくないと全然ハマらないけど、ウンナンはどんな企画をふっても上手にさばいてくれるし、ちゃんとハマるから視聴者も安心して観られる。どんな色にも染まる」と分析している。
- お笑い評論家のラリー遠田は「ウッチャンナンチャンとはどういう芸人なのか? この問いに答えるのは意外と難しい。ウンナンがどういう芸人に見えているかは、受け手の世代によっても大きく変わってくるからだ。（中略）彼らは、自分たちのキャラクターを前面に押し出すよりも、番組の企画に自分たちを合わせていくような形で活動していたため、彼ら自身のイメージをつかむことは難しい。彼らは、時代ごとのニーズに対応しながら、キャリアを積み重ねてきたタイプの芸人なのである」と分析している[17]。
- 笑福亭鶴瓶は「ウンナンの笑いって優しいんですよ。攻撃的な笑いが多い中で、優しい笑いを作ってきた2人が中心に出て、今も一線でいるのは必然だと思う」と評している。また、「僕は誰かとつるむことはあまりないけど、唯一つるむとしたらウンナンの2人」とも語っている[2](p64)。
- 『笑いの殿堂』で共演していた爆笑問題は、自身のラジオ番組で「ウッチャンナンチャンほど人間が綺麗な人たちはいない」と語った。若い頃の太田は嫉妬からウンナンの悪口を吐いていたが、「悪口を言ってるのをわかっていても、ウッチャンナンチャンの2人は変わらない接し方をしてくれた。自分が嫌になる。人の悪口言ってるところを見たことない。俺たちは人の悪口や不幸をネタにするが、ウッチャンナンチャンのネタは綺麗」などと語った。また、デビュー当時の爆笑問題はコントをメインに演じていたが、漫才に転向するきっかけはウンナンであり「ウッチャンナンチャンがショートコントをやって流行らせて、そうしたら他の芸人がみんなウッチャンナンチャンの真似（ショートコント）をやり始めたから、自分たちはあえて漫才の方に行った」とのこと[18]。
- 「お笑い第三世代」の先輩にあたる石橋貴明（とんねるず）は、自身がMCを務める『うたばん』にネプチューンが出演した際に「ウッチャンナンチャンは（後輩の育成もちゃんとやって）偉い」と発言している。
- 多くの番組で共演してきた勝俣は「ウンナンって田舎っぺなんですよ。だから、ネタや番組の切り口が田舎者目線になっている。日本人のほとんどって実は田舎っぺでしょ？だから視聴者は（生粋の東京出身である）とんねるずには憧れを持ち、ウンナンには共感したんですよ」と評しており、これには同席していた出川も同意している[2](pp68-72)。
- 「お笑い第三世代」のとんねるず・ダウンタウンの2組との共演経験のある中居正広が、ダウンタウンがMCの番組とウンナンがMCの番組との違いを語っており、ダウンタウンの場合は「いい意味での緊張感がある」、ウンナンの場合は「スタッフを含めてみんながファミリーの空気感がある」と語っている。
- レギュラー番組で共演している近藤春菜（ハリセンボン）が「楽屋に挨拶に行くと、ダウンタウンさんやさんまさんはいい意味での緊張感があるが、ウンナンさんは親のような感じで接するので若手としてどうしていいかわからない」と語っていた。

## 主なネタ
- 素晴らしきEnglishの世界（英語講座）：専門学校の漫才の授業でコンビを組んだ際に初めて作ったネタで、また、2人が初めてテレビで披露したネタでもあり「ウッチャンナンチャンのデビュー作」とも呼ばれる。手がけたのは内村で、南原は授業当日の朝に初見[3]。初披露の際には想像以上にウケ、講師であった好江から「新しいパターンだ」と絶賛されたという。
- マザコン刑事シリーズ:「お笑いスター誕生」内で演じていたコント。
- 卒業：「お笑いスター誕生」内で演じていたコント。
- ファミリーレストランシリーズ：ウンナン初期の代表作。ウェイター編・ウェイトレス編などの数パターンが存在する。
- 対決シリーズ 日比谷線VS銀座線：「ファミレス」と同様に代表作の1つであり、所謂「擬人化コント」。後に「ウリナリ」でも披露した。この他にも「大江戸線vs南北線」「山手線 外回りVS内回り」などもある。鶴瓶はこのネタが一番好きだと語っている。また、対決シリーズとしては「アメリカ横断ウルトラクイズ（NTV）vs連想ゲーム（NHK）」「VHS vs ベータ」等、鉄道以外にもある。
- レンタルビデオショップシリーズ：倉本聰脚本編、山田洋次監督編など数パターン存在する。2016年のインタビューで内村が「自分のコント（コンビのネタ）で一番好きなコントは?」という質問にこのネタを挙げた上で「一番の出世作だと思う」と答えている[19]。
- ミニスカート：わずか10秒ほどで終わるショートネタ。複数パターン存在する。タモリはこのネタを「単純だけど、その分テンポと間が難しい」と評した。
- タクシードライバー
- 親友：数パターン存在するショートネタ。後にこのネタをベースしたコントが「笑う犬の冒険」で放送された。
- 社交辞令を許さない

など多数
なお、渡辺正行によると口で「ウィーン」と発しながら自動ドアが開く様子の表現はウンナンが開発したという。

## 主な受賞歴
- 『お笑いスター誕生!!』関連
  - 1985年5月11日 第5回オープントーナメントサバイバルシリーズ 準優勝
  - 1986年1月11日 第6回オープントーナメントサバイバルシリーズ 第3位
  - 1986年7月5日 第7回オープントーナメントサバイバルシリーズ 優勝
- 1988年 第26回ゴールデン・アロー賞芸能賞「新人賞」
- 1990年3月 平成元年度第6回浅草芸能大賞 「新人賞」
- 1991年 第29回ゴールデン・アロー賞芸能賞
- 1992年 第16回日本アカデミー賞「新人俳優賞」「話題賞（俳優）」（映画『七人のおたく』で）[21]

## 出演
ウッチャンナンチャンとしての出演作品を記載。個別での出演作品は内村光良、南原清隆の項目を参照。

### テレビ番組

#### 現在の出演番組
- 土曜RISE!「チャンハウス」（フジテレビ、2023年10月7日 - ） - 企画ごとに交代で出演

#### 過去の出演番組
ゲスト出演番組（2020年代以降）
本来単発ゲストなどは記載されない傾向にあるが、2010年代以降に入ってコンビ揃っての出演は希少となったので記載。
- もしもツアーズ 最終回（2022年9月24日、フジテレビ）
- THE突破ファイル（2023年10月26日、日本テレビ）※内村の冠番組に南原がVTR内でサプライズ出演[22]

レギュラー番組
- お笑いスター誕生!!（1985年5月11日 - 1986年9月20日、日本テレビ系・テレビデビュー）
- オールナイトフジ（1985年10月 - 1986年3月、フジテレビ系）
- ここんちプラネッと!（1986年4月 - 9月、テレビ東京）
- 夕やけニャンニャン（1986年10月 - 12月、フジテレビ系）
- 所さんの勝ったも同然!!（1986年10月 - 11月、日本テレビ系）
- テレビ夢組（1987年6月 - 1987年9月、フジテレビ）
- DOKIドキDO!（1987年10月 - 1988年3月、日本テレビ系）
- パオパオチャンネル（1987年10月 - 1989年9月、テレビ朝日系）
- お調子モンくらぶ（1987年10月 - 1988年3月、TBS系）
- 笑いの殿堂（1988年7月 - 1989年10月、フジテレビ）
- 夢で逢えたら（1988年10月 - 1991年11月、フジテレビ系）
- デイブレイク（1988年10月 - 1990年3月、中部日本放送）
- ギャグ満点（1989年4月 - 1990年3月、TBS系）
- お笑いベストヒット（1988年10月 - 1989年3月、TBS系）
- 森田一義アワー 笑っていいとも!（1988年10月 - 1994年3月、木→火→月→火曜日、フジテレビ系）
  - 笑っていいとも!増刊号（1988年10月 - 1994年3月、フジテレビ系）
- ウッチャンナンチャン（1989年4月 - 1990年3月、日本テレビ系）
- どーもデス!（1989年10月 - 1990年5月、テレビ朝日系）
- 流行笑会・星に願いを!（1990年4月 - 9月、中部日本放送）
- ウッチャン・ナンチャン with SHA.LA.LA.（1990年4月 - 1992年6月、日本テレビ系）
- ウッチャンナンチャンの誰かがやらねば!（1990年4月 - 9月、フジテレビ系）
- ウッチャンナンチャンのやるならやらねば!（1990年10月 - 1993年6月、フジテレビ系）
- 夢の中から（1991年12月 - 1992年3月、フジテレビ系）
- ウンナン世界征服宣言（1992年10月 - 1995年3月、日本テレビ系）
- お茶とUN（1993年10月 - 1994年3月、テレビ朝日系）
- ビートたけしのつくり方（1993年10月 - 1994年3月、フジテレビ系）
- ゲッパチ!UN アワーありがとやんした!?（1994年4月 - 9月、フジテレビ系）
- 投稿!特ホウ王国（1994年5月 - 1997年9月、日本テレビ系）
- UN FACTORY カボスケ（1995年4月 - 9月、フジテレビ系）
- ウッチャンウリウリ!ナンチャンナリナリ!!（1995年5月 - 1996年3月、日本テレビ系）
- UN FACTORY ソムリエ（1995年10月 - 1996年3月、フジテレビ系）
- ウンナンの桜吹雪は知っている（1995年10月 - 1996年7月、TBS系）
- ウッチャンナンチャンの炎のチャレンジャーこれができたら100万円!!（1995年10月 - 2000年3月、テレビ朝日系）
- ウッチャンナンチャンのウリナリ!!（1996年4月 - 2002年3月、日本テレビ系）
- ウンナンの気分は上々。→ 新・ウンナンの気分は上々。（1996年7月 - 2003年9月、TBS系）
- 天下ごめんネ!!（1996年10月 - 1997年2月、フジテレビ系）
- 突撃!お笑い風林火山（1997年5月 - 9月、フジテレビ系）
- いろもん（1997年10月 - 1998年9月、日本テレビ系）
- ウンナンのホントコ!（1998年10月 - 2002年3月、TBS系）
- 笑う犬シリーズ（フジテレビ系）※2008年と2010年には特番が放送。
  - 笑う犬の生活（1998年10月 - 1999年9月）※南原の出演は1999年元日スペシャル・1999年6月29日放送ゴールデンスペシャル「夏の大謝恩会」のみ
  - 笑う犬の冒険（1999年11月 - 2001年9月）
  - 笑う犬の発見（2001年10月 - 2002年9月）
  - 笑う犬の情熱（2002年10月 - 2003年9月）
  - 笑う犬の太陽（2003年10月 - 12月）
- ウッチャきナンチャき（2002年4月 - 2003年2月、TBS系）
- ウンナンさん（2003年10月 - 2004年3月、TBS系）
- UN街（2004年4月 - 9月、TBS系）
- クイズ!日本語王（2005年10月 - 2006年9月、TBS系）
- ウンナン極限ネタバトル! ザ・イロモネア 笑わせたら100万円（2008年4月 - 2010年3月、TBS系）
- ウンナンのラフな感じで。 （2010年4月 - 8月、TBS系）
- 教科書にのせたい!（2011年4月 - 2012年9月、TBS系 ）

#### 特別番組
- 冗談画報（1987年2月19日・10月21日、フジテレビ）
- 初詣!爆笑ヒットパレード（1988年 - 1993年、2006年 - 2008年、フジテレビ）
- ライブはライブ（1988年4月、フジテレビ）
- 笑いの殿堂（1988年7月 - 1989年10月、フジテレビ）
- クイズダービー「若手芸人大会」 (1988年10月22日、TBSテレビ)
- 春満開!超人気NEWマンザイ!お笑いスター総登場（1989年4月5日、日本テレビ）
  - 秋全開!超人気NEWマンザイ!お笑いスター総登場PARTII（1989年10月4日、日本テレビ）
- FNS27時間テレビ（フジテレビ系） - 2004年以降はそれぞれピンで出演。
  - FNSスーパースペシャル一億人のテレビ夢列島'89（1989年7月16日）

「笑っていいとも!増刊号デラックス」・「タモリ・さんまの癒しのコーナー」
  - FNSスーパースペシャル1億2000万人のテレビ夢列島'91（1991年7月20日・21日）

「深夜の美人ホステスクイズ大会」
  - FNSスーパースペシャル1億2000万人の平成教育テレビ（1992年7月18日・19日）

「ウッチャンナンチャンVSダウンタウン ～深夜の保健授業～」
  - FNS ALLSTARS 27時間笑いの夢列島（2001年7月21日・22日）
  - FNS27時間テレビ めちゃ2オキてるッ! 楽しくなければテレビじゃないじゃ〜ん!!（2004年7月24日・7月25日）
  - FNS27時間テレビフェスティバル!（2016年7月23日・7月24日）
  - FNS27時間テレビ にほんのれきし（2017年9月9日・9月10日）
- 24時間テレビ
  - 24時間テレビ 愛は地球を救う12（1989年8月26日 - 8月27日、日本テレビ）
  - 24時間テレビ17「愛は地球を救う」（1994年8月21日、日本テレビ）

深夜枠第1部「ウッチャンナンチャンの人間をもう一度信じて見たいスペシャル!」
- クイズまるごと大集合（1989年10月3日、TBS）
- FNS番組対抗!なるほど!ザ・春秋の祭典スペシャル（フジテレビ系）
  - 『笑っていいとも!』チームとして出場（1989年秋、1990年春）
  - 『ウッチャンナンチャンのやるならやらねば!』チームとして出場（1990年秋 - 1993年春）
  - 『ゲッパチ!UN アワーありがとやんした!?』チームとして出場（1994年春）
- 笑っていいとも!特大号（1989年 - 1993年、フジテレビ）
- 輝け!年末お笑い総決算（1989年12月29日、TBSテレビ）
- ころばぬ先のウッチャンナンチャン（1990年1月4日、日本テレビ）
- ウッチャンナンチャン&ダウンタウンスペシャル SHA.LA.LA.の使いやあらへんで!!（1990年12月29日、日本テレビ）
- ウッチャンナンチャンの正月はこれだけ!（1991年1月3日、TBS）
- ウッチャンナンチャン&ダウンタウンのびっくりさせまSHOW!!今夜決定ドッキリびっくりグランドチャンピオン!!（1991年4月8日、日本テレビ）
- リトル4 芸能界ゴルフ王への道・入門編（1992年4月12日、フジテレビ）
- 新春かくし芸大会（1993年 - 1995年、2000年 - 2002年、フジテレビ）
- 水曜特バン!「ウッチャンナンチャンのLOVE STATION」（テレビ朝日）
  - 1993年2月3日
  - 1993年6月2日
  - 1993年9月15日
  - 1993年12月22日
- 夢で逢えたら伝説スペシャル〜NYで野沢直子を探すドキドキの48時間と大総集編〜（1993年4月10日、フジテレビ）
- クイズスーパースペシャル（日本テレビ系）
それぞれ『ウンナン世界征服宣言』『投稿!特ホウ王国』『ウッチャンウリウリ!ナンチャンナリナリ!!』『ウリナリ!!』チームとして1993年秋 - 1997年秋、1998年秋 - 1999年秋に参加
- 国民投票制導入!激闘!○○特番トーナメント（日本テレビ）
  - 第1回「秋の」（1994年10月22日）
  - 第2回「新春」（1995年1月14日）
  - 第3回「春の」（1995年4月11日）
- ウンナン&鶴瓶の1993年100大ニュース（1993年12月16日、日本テレビ）
- ウッチャンナンチャンの1994年100大ニュース（1994年12月3日、日本テレビ）
- 2年越し!超超興奮!仰天"生"テレビ!!（1994年12月31日、日本テレビ）
- いけ年こい年（1994年12月31日・1999年12月31日・2000年12月31日、日本テレビ）
- ウッチャンナンチャンのウドにもわかる世紀末（1995年2月25日、日本テレビ）
- ウッチャンナンチャンの芸能界黄金伝説!（1995年4月15日、フジテレビ）
- ウッチャンナンチャンの芸能界黄金伝説!2（1995年10月12日、フジテレビ）
- 裏番組をブッ飛ばせ!!（1995年12月31日・1996年12月31日、日本テレビ）
- 27時間チャレンジテレビ（1996年11月2日・1997年11月8日、テレビ朝日）
- 小学生クラス対抗30人31脚（1996年 - 2000年、テレビ朝日）
- 鶴瓶・ウンナン 大阪アメージングツアー（1996年12月29日、読売テレビ）
- 超豪華オールスター大集合!!番組対抗 炎の熱血バトル（1997年、テレビ朝日）
- 第49回NHK紅白歌合戦（1998年12月31日、NHK）

ポケットビスケッツ&ブラックビスケッツ スペシャルバンドとして出場。
- 平成あっぱれシリーズ（毎年1月1日放送、日本テレビ）
  - 平成あっぱれテレビ（1999年 - 2001年）
  - 平成あっぱれ開運祭!!チョー縁起いいTV!（2002年 - 2005年）※タイトルは2005年のもの。
  - 世界あっぱれ最強祭!!（2004年）
- ウッチャンナンチャンのこれでいいのだ英会話（2000年10月10日、テレビ朝日）
- FNS年末スペシャル フジテレビにしか出来ない20世紀の黄金バラエティ大全集!（2000年12月31日、フジテレビ）
- 超豪華!テレビ探偵団（2001年4月8日、TBS）
- 関口宏の東京フレンドパークII ウンナンのホントコ軍団大集結!番組征服宣言スペシャル（2001年10月1日、TBS）
- スゴイ奴らがやってくる…グラチャンバレー世界超人伝説SP（2001年11月11日、日本テレビ）
- 逢いたい!ウンナンのずっとあなたが好きでしたスペシャル（2001年12月28日、TBS）
- ウッチャンナンチャン新世紀お笑いバトル（2001年12月29日、TBS）
- いろもん参（2002年3月21日・28日、日本テレビ）
- ウリナリ芸能人社交ダンス部（2002年 - 2007年、日本テレビ）※内村は2005年まで。
- ウッチャンナンチャンお笑いバトル!（2002年 - 2004年、TBS系）
- 年に一度芸人が特別に集う番組（2003年1月1日、日本テレビ）※内村は『内村プロデュース』メンバーと共に出演。
- スーパースペシャル「ウンナン&マチャミの日本一素敵なサイテー大賞」（2003年11月22日・2004年4月17日、日本テレビ系）
- 笑っていいとも!秋の祭典スペシャル（2003年9月29日、フジテレビ）
  - 『笑う犬の太陽』チームとして、ネプチューンやベッキーと出場。
- 史上最強の占いバトル 細木数子vsウンナン!（2003年 - 2004年、TBS）
- ウンナン・鶴瓶の超豪華版ムービーマジックスペシャル（2003年12月26日、日本テレビ）
- 2004年夜明け前!さよなら去年まで祭り（2003年12月31日、フジテレビ）
- オールスター(秘)エピソードクイズ 本物は誰でショー（2004年1月24日・5月22、日本テレビ）
- ウンナンの気分は上々スペシャル（2004年 - 2005年、2010年・2011年、TBS）
- 空腹絶倒!ウンナンのマンガグルメ晩餐会（2004年12月29日、TBS）
- ウンナン極限ネタバトル! ザ・イロモネア 笑わせたら100万円SP（2005年 - 2008年、2010年 - 2017年、TBS）
- ウンナン史上最大指令 東京横断IQバトル!!（2005年2月18日、TBS）
- 史上最強の人間ドック ザ・快傑ドクター（2005年 - 2008年、TBS系）
- 日本語チャンピオン決定戦'05（2005年6月29日、TBS）
- ウンナン&中村玉緒の感動!初恋!赤っ恥!同窓会開きましたSP（2005年8月10日、TBS）
  - ウンナン&中村玉緒の噂の新年会! 今だから全部言っちゃうぞSP（2006年1月2日、TBS）
- 新春 鶴瓶大新年会（2006年 - 2011年、2017年、2018年、フジテレビ）
- クイズ!日本語王'07（2007年、TBS）
- 笑う犬（2008年9月30日・2010年1月6日・10月5日、フジテレビ）
- 芸人くりそつネタバトル! THE MONOMANE（2008年12月9日、TBS）
- 東京フレンドパーク×ザ・イロモネア 3時間スペシャル（2009年10月15日、TBS）
- やるやらフォーエバー（2009年12月23日、フジテレビ）
- よみがえれ偉人伝説! ザ☆レジェンド（2010年4月17日、日本テレビ系）
- 教科書にのせたい!（2010年 - 2011年、TBS）
- こんないい人見たことない! 史上最強の億万長者SP（2011年5月20日、日本テレビ系）[注 7]
- 7daysチャレンジTV（2013年6月2日 - 6月9日、日本テレビ系）
- 日本テレビ開局60年特別番組 日本一テレビ〜1億3000万人の頂上決定戦〜（2013年9月14日、日本テレビ）
- 全日本歌唱力選手権 歌唱王（2013年12月9日 - 2018年12月27日、日本テレビ系）南原のみ継続
- 私、あなたのこと芸能界で一番✕✕だと思ってます!（2014年3月29日、フジテレビ系）
- 笑っていいとも! グランドフィナーレ 感謝の超特大号（2014年3月31日、フジテレビ系）
- ヒルナンデス! （2016年10月21日、日本テレビ）
- ウンナン出川バカリの超!休み方改革 （2018年5月4日、フジテレビ）
  - こんな休日どうですか 内村バカリ南原出川が本気で考えた最高の旅 （2019年6月22日、フジテレビ）
- NHKスペシャル シリーズ TOKYOアスリート（2018年 - 2019年、NHK）
- 日テレ系人気番組No.1決定戦（2019年10月6日・2020年4月5日・10月4日、日本テレビ ）※イッテQ!VSヒルナンデス!対抗戦スペシャルで共演。
- ウンナンのニッポン全国大表彰!国民的オブ・ザ・イヤー2021（2021年12月28日、日本テレビ）
- あなたは知ってる?知らない? 超レア映像遺産ショー〜日本テレビ70年の映像から大捜索!（2022年12月8日、2023年12月11日、2024年12月27日、日本テレビ）
- 第74回NHK紅白歌合戦（2023年12月31日、NHK）テレビ放送70周年特別企画に、ポケットビスケッツ、ブラックビスケッツとして出場。

### ラジオ番組
- オールナイトニッポン（ニッポン放送）
  - ウッチャンナンチャンのオールナイトニッポン（1989年4月 - 1995年4月）
  - 俺たちのオールナイトニッポン40時間スペシャル内・ウッチャンナンチャンのオールナイトニッポン（2008年2月24日）
  - オールナイトニッポン55周年記念 オールナイトニッポン55時間スペシャル内・ウッチャンナンチャンのオールナイトニッポン（2023年2月18日）
- ウッチャンナンチャンのラジオな奴ら（1991年3月 - 1992年6月、ニッポン放送）
- 第19回ラジオ・チャリティー・ミュージックソン（1993年12月24日・25日、ニッポン放送）
- ウンナンタイム（2004年10月 - 2007年3月、TBSラジオ）

### テレビドラマ
- やったぜベイビー! （1986年8月 - 9月、日本テレビ系）
- 新婚物語 （1988年、日本テレビ系）ゲスト出演
- ドラマ23・ウッチャンナンチャンの純愛の街（1989年3月、TBS）
- ウッチャンナンチャンのコンビニエンス物語（1990年、テレビ東京）
- 世にも奇妙な物語「おやじ」（1992年、フジテレビ）
- 大忠臣蔵（1994年、TBS）
- ザ・ワイドショー （1994年1月 - 3月、日本テレビ系）

### 映画
- ボクの女に手を出すな（1986年12月13日公開）
- 七人のおたく cult seven （1992年12月19日公開）
- 西遊記（2007年7月14日公開）＜沙悟浄役・内村＞＜偽孫悟空役・南原＞

### CM
- 松下電器産業
  - 『マックロードムービー』（1989年 - 1990年）
  - 『れんたろう』（1989年 - 1990年）
  - 『画王』（1992年）- 鈴木保奈美と共演
  - 『U1PROシリーズ』
- 資生堂
- 森永製菓
  - 『チョコフレーク』
  - 『フレッシュグミ』
  - 『スピン』
- 日本旅行 『赤い風船』[23]
- ニッカウヰスキー 『ラム&ライ コネクション』
- アサヒ飲料 『バヤリースオレンジ』
- ロート製薬 『パンシロン』
- ハドソン
  - 『Jリーグ・スーパー・サッカー』（1994年）
  - 『Jリーグスーパーサッカー'95 実況スタジアム』（1995年）
  - 『スーパーパワーリーグ3』（1995年）
  - 『とびだせ!ぱにボン』（1995年）
- 東洋水産 『マルちゃん麺づくり』
- 吉野家D&C 『吉野家』
- 千代田火災（現・あいおいニッセイ同和損害保険）』（2000年）
- トヨタ自動車 『マイライン』（2001年）
- ケイビー食品 『カップシリーズ』
- 城南建設 『住宅情報館』
- 三菱電機 『霧ヶ峰』（1999年 - 2000年）
- 明治製菓 『きのこの山・たけのこの里』 （2001年 - 2003年）
- 創味
  - 『焼き肉のたれ 二代目』（2024年）[24]
  - 『あえるハコネーゼ』（2024年）[25]

## 舞台・ライブ
- 劇団SHA・LA・LA（1987年 - 1993年）
- ピンクの電話とジョイントライブ「ちゃんと肩までつかりなさい」（1988年）
- ピンクの電話とジョイントライブ「TOKYOの放火魔」（1988年）
- ウッチャンナンチャンライブ「THE BUST」（1989年）
- B-21 SPECIALとジョイントライブ「平成元年お笑いベストヒット」（1989年）
- ウッチャンナンチャンライブ「盆踊りライブ」（1989年）
- 笑いの殿堂〜自画自賛〜（1989年）
- 笑いの殿堂〜星降る夜お逢いしましょう〜（1990年）
- 笑いの殿堂〜1991年謹賀新年〜（1991年）
- 笑いの殿堂〜WAKE UP URBANIST〜（1991年）
- ウッチャンナンチャンライブ「BALLADS まぶしくて君が見えない'91」 （1991年）
- ウッチャンナンチャンライブ「01〜ジェットコースターで行こう〜」（1993年）
- マセキライブ'98〜お祭り〜（1998年）
- ウッチャンナンチャン 21世紀大冒険（2001年）
- ウッチャンナンチャントークライブ（2007年 - 2011年）
- 劇団SHA・LA・LA「DONNA SUMMER NIGHT」（2010年）

## ディスコグラフィー
- 今、僕達にできる事 （オールナイトニッポンパーソナリティーズ、1993年5月21日）
- 風を受け走る君には怖いものは何もない（UN'z、1994年6月1日）

「UN'z」は、自称「ウンナンの友達」の松木隆（南原清隆）と稲田研二（内村光良）のデュオ。グループ名と名前はB'zのパロディ。『ゲッパチ!UNアワーありがとやんした!?』の主題歌。
- Happy Xmas -War is over- （ウリナリオールスターズ、1999年2月17日）

### プロデュース
- 今でも……今なら…… （大神いずみ）
- 妹のように （長女隊）
- 世界で一番素敵な奇跡 （マセキ里穂）
- TWIN TWINブラブラ （メロン組）

## 書籍
- ウッチャンナンチャンのオールナイトニッポン編（ニッポン放送出版）
  - 『究極の選択 ウッチャンナンチャンの断崖絶壁からの逆襲』（1989年7月、ISBN 978-4-594-00456-9）
  - 『「UN(ウン)」と言える日本』（1990年7月、ISBN 978-4-594-00615-0）
  - 『子供なりの結論』（1990年12月、ISBN 978-4-594-00674-7）
  - 『世界で一番「UN(ウン)」のいい奴ら』（1991年11月、ISBN 978-4-594-00828-4）
  - 『あ・UNの呼吸』（1993年8月、ISBN 978-4-594-01189-5）
  - 『田舎のねずみ都会のねずみクイズ』（1994年1月、ISBN 978-4-594-01326-4）
  - 『学校で本当にあったバカな話』（1994年7月、ISBN 978-4-594-01471-1）
- 『未・知・子―ウッチャンナンチャンの愛と謎の告白手記』（集英社、1990年3月、ISBN 978-4-08-780113-2）
- 『タモリ・ウッチャンナンチャンの世紀末クイズ　それ絶対やってみよう』（フジテレビ出版、1991年8月、ISBN 978-4-594-00793-5）
- 『タモリ・ウッチャンナンチャンのダウンタウンもみんないっしょに世紀末クイズ　それ絶対やってみよう(3)』（フジテレビ出版、1992年4月、ISBN 978-4-594-00925-0）